# مذبحة هاشمبورا
وقعت مَذْبَحَةُ هَاشِم بُورَة يوم 22 مايو 1987، أثناء أعمال الشغب التي اندلعت بين الهندوس والمسلمين في مدينة ميروت بولاية أتر برديش في الهند. أحاط في ذلك اليوم 19 فردًا من قوات الشرطة العسكرية الإقليمية (PAC‏) 42 شابًا مسلمًا في محلة هاشم بورة، ونقلوهم في شاحنة إلى الضواحي قرب مراد نجر في منطقة غازي آباد حيث أردوهم قتلى بالرصاص، وتخلصوا من جثثهم في مياه القنوات المائية. وبعد بضعة أيام، عُثِر على جثث الضحايا طافية فوق الماء. وفي يوم 16 مايو 2000، سلَّم 16 شخصًا من المتهمين التسعة عشر أنفسهم، وأُطلِق سراحهم بكفالة، في حين كان الثلاثة الباقون قد لقوا مصرعهم بالفعل بحلول ذلك الوقت. وحوّلت محكمة الهند العليا القضية في عام 2002 من غازي آباد إلى محكمة الجلسات في مجمع تيس هزاري في مدينة دلهي، حيث تُعَد هذه القضية أقدم القضايا المعلقة.
وفي يوم 24 مايو 2007، أي بعد عشرين عامًا من وقوع الحادث، زار اثنان من الناجين وأفراد عائلات 36 ضحية مدينة لكناو، وقدموا 615 طلبًا بموجب قانون الحق في الحصول على المعلومات لعام 2005 (RTI)، إلى مكتب رئيس قوات الشرطة للحصول على معلومات عن القضية. وكشف التحقيق في شهر سبتمبر أن جميع المتهمين ظلوا في الخدمة، ولم يذكر أيٌ منهم الحادث في تقريره السري السنوي (ACR). وفي وقت لاحق، تقدم خمسة رجال ممن رُمُوا بالرصاص ونجوا من الحادث بشهادتهم في القضية التي رفعتها جهة الادعاء في عام 2007، وكان من بينهم مجيب الرحمن، ومحمد عثمان، وذو الفقار ناصر، ونعيم عارف.

## الحادث
بعد اندلاع أعمال الشغب الطائفية في مدينة ميروت في أبريل 1987، وفي ظل الأجواء المشحونة بتلك الصراعات بعد افتتاح الحكومة المركزية مسجد بابري بمدينة أيوديا للهندوس بعد عدة عقود، تم استدعاء قوات الشرطة العسكرية الإقليمية (PAC)، لكنها انسحبت بعد تراجع أعمال الشغب. لكن العنف اندلع مجددًا يوم 19 مايو تقريبًا، عندما قُتِل 10 من الهندوس إثر إحراق المباني، ومن ثم اُستدعي الجيش لإقامة عرض عسكري. فوصلت عشر سرايا من قوات الشرطة الاحتياطية المركزية (CRPF) إلى المدينة أثناء ذلك اليوم، في حين دُفِع بثلاثين سرية من قوات الشرطة العسكرية الإقليمية (PAC)، وأُعلِن حظر التجوال لأجل غير مسمى. وفي اليوم التالي، أحرق المشاغبون قاعة سينما جولمارج. ومع تزايد عدد القتلى إلى 22 قتيلاً، إلى جانب 75 مصابًا، صدرت الأوامر بإطلاق النار عند رؤية أي شخص يوم 20 مايو 1987. وصرحت وزيرة التنمية الحضرية، محسنة كيدواي، العضوة في مجلس الشعب الهندي عن دائرة ميروت الانتخابية، بعد زيارتها للمدينة، إنها لم تر «هذا الوجه المروع لأعمال الحرق في حياتها قط».
وفي ليلة 22 مايو 1987، أحاط 19 فردًا من قوات الشرطة العسكرية الإقليمية، تحت قيادة ساريندر بال سينغ، بالمسلمين في محلة هاشمبور في ميروت. واستبعدوا الأطفال والشيوخ بعد ذلك، ثم أطلقوا سراحهم. ويُقال إن تلك القوات قد اصطحبت نحو 40-45 من أولئك المسلمين - الذين كان أغلبهم من النسّاجين والعاملين بأجر يومي، في شاحنة إلى قناة جانجا العليا في مراد نجر، بمنطقة غازي آباد، بدلاً من اصطحابهم إلى قسم الشرطة. وهناك، أُطلِقت النيران على بعضهم، واحدًا تلو الآخر، وأُلقيت جثثهم في القناة. وأصابت الطلقات أحد أفراد قوات الشرطة العسكرية الإقليمية (PAC) أيضًا. وبعد قتل بعض أولئك الأسرى، دفعت أضواء مصابيح المركبات المارة في الجوار أفراد قوات الشرطة على الهرب من المكان مصطحبين معهم مَن تبقى على قيد الحياة. وهرب أربعة ممن أُطلِق عليهم الرصاص عن طريق التظاهر بأنهم موتى، ثم الهرب سباحةً في الماء. وتقدم أحدهم بتقرير معلومات أولية (FIR) في قسم شرطة مراد نجر.
أما مَن تبقى من الأحياء، فقد اصطحبتهم قوات الشرطة في شاحنة إلى قناة نهر هيندون بالقرب من قرية ماكانبور في غازي آباد، وأطلقوا عليهم النيران وألقوا بجثثهم في القناة. ونجا من ذلك الحادث أيضًا اثنان ممن أُطلِق عليهم النيران، وقدما تقرير معلومات أولية إلى قسم شرطة لينك رود.

## الآثار
مع انتشار أخبار ذلك الحادث في وسائل الإعلام، عبّرت منظمات حقوق الأقليات وحقوق الإنسان عن استيائها من الحادث. وزار رئيس الوزراء راجيف غاندي المدينة والمناطق التي شهدت أعمال الشغب يوم 30 مايو، رفقة زعيم الإقليم فير باهادور سينغ. وشكلت هيئة حقوق الإنسان، والاتحاد الشعبي للحريات المدنية (PUCL) لجنة تحقيق ضمت رئيس الاتحاد (والقاضي السابق) راجيندار ساشار، وإندر كومار جوجرال (الذي شغل فيما بعد منصب رئيس وزراء الهند)، وآخرين. وقدمت اللجنة تقريرها يوم 23 يونيو 1987.
وفي عام 1988، أمرت حكومة أتر برديش بإجراء تحقيق بواسطة قسم التحقيقات المركزية (فرع الجنايات) (CBCID) بقوات شرطة أتر برديش. وقدم فريق التحقيق الرسمي، الذي كان مكوّنًا من ثلاثة أعضاء ويرأسه مدقق الحسابات العام، جيان براكاش، تقريره في عام 1994، وإن لم يُعلَن عنه سوى في عام 1995، عندما حرك الضحايا هيئة لكنا القضائية بمحكمة الله آباد العليا.
وأثناء التحقيق الذي أجراه قسم التحقيقات المركزية (فرع الجنايات) (CBCID)، صرَّح نائب المفتش فيرندرا سينغ - المسؤول آنذاك عن قسم شرطة لينك رود -أنه عند تلقيه معلومات عن الحادث، توجه إلى قناة هيندون حيث رأى شاحنة تابعة لقوات الشرطة العسكرية الإقليمية (PAC) أثناء مغادرتها المكان. وعند ملاحقته لها، رآها تدخل معسكر فاهيني رقم 41 التابع لقوات الشرطة العسكرية الإقليمية (PAC). وصل كذلك ناظر شرطة غازي آباد، فيبهوتي نارين راي، والقاضي الإقليمي في غازي آباد، نسيم زيدي، إلى معسكر فاهيني رقم 41، وحاولا ملاحقة الشاحنة عن طريق كبار ضباط قوات الشرطة العسكرية الإقليمية، لكن دون جدوى. وفي التقرير الذي أعده قسم التحقيقات المركزية (فرع الجنايات)، أوصى القسم بتوجيه التهم لسبعة وثلاثين موظفًا بقوات الشرطة العسكرية الإقليمية وقسم الشرطة. وفي يوم 1 يونيو 1995، صرَّحت الحكومة بتوجيه التهم لتسعة عشر من أولئك الموظفين. وبعد ذلك، في يوم 20 مايو 1997، أعطت زعيمة الإقليم، ماياواتي، تصريحًا بتوجيه الاتهامات إلى المسؤولين الثمانية عشر الباقين.

## القضية القانونية
بعد التحقيق، قُدِمت لائحة اتهام إلى رئيس قضاة غازي آباد في عام 1996 بموجب الفقرة 197 من قانون الإجراءات الجنائية (CrPC). وأصدر رئيس القضاة بدوره أوامر قضائية بمثول رجال الشرطة المتهمين أمام المحكمة. وصدرت أوامر المثول القابلة لتقديم كفالة فيها 23 مرة ضد المتهمين في الفترة ما بين عامي 1994 و2000، لكن لم يظهر أيٌ منهم في المحكمة. تلا ذلك إصدار أوامر مثول غير قابلة لتقديم كفالة فيها 17 مرة في الفترة ما بين أبريل 1998 وأبريل 200، لكن دون جدوى أيضًا. في النهاية، وتحت تأثير الضغط الشعبي، تقدم 16 من المتهمين لمحكمة غازي آباد في عام 2000، وأُطلِق سراحهم بعد ذلك بكفالة ليعودوا إلى الخدمة مجددًا.
وفي عام 2001، وبعد تأخر مغالى فيه في الإجراءات السابقة للمحاكمة في غازي آباد، تقدم أقرباء الضحايا والناجون من الحادث بالتماس إلى المحكمة العليا لنقل القضية من غازي آباد إلى نيودلهي، مشيرين في التماسهم إلى أن الظروف في نيودلهي ستكون أكثر ملاءمة. ووافقت المحكمة العليا على ذلك في سبتمبر 2002. لكن لم يكن من الممكن البدء في القضية، لأن الحكومة لم تعيّنّن نائبًا عامًا لتناولها حتى نوفمبر 2004، والذي اُستبدِل فيما بعد بإس أدلاخا؛ إذ كان السابق غير مؤهل. أخيرًا، في مايو 2006، تم توجيه تهمة القتل، والتآمر على القتل، ومحاولة القتل، والتلاعب بالأدلة، إلخ للمتهمين من رجال الشرطة العسكرية الإقليمية بموجب الفقرات 302/ 120 ب/ 307/ 201/ 149/ 364/ 148/ 147 من قانون العقوبات الهندي، وحُدِد موعد بدء القضية في شهر يوليو.
وفي اليوم الذي بدأت فيه القضية في 15 يوليو 2006، أجّلها قاضي الجلسات الإضافي، إن بي كوشيك بمحكمة جلسات دلهي، إلى 22 يوليو، بعد أن أشار الادعاء إلى أن السلطات في أتر برديش لم ترسل بعد مواد القضية المهمة إلى دلهي. أصدر كذلك القاضي إخطارين لكلٍ من زعيم القطاع ومسؤول القطاع القانوني في أتر برديش طالبًا منهما تفسير «لماذا لم يتم التعامل مع هذه القضية على النحو الملائم وبشكل عاجل؟». بعد ذلك، عندما بدأت المحاكمات يوم 15 يوليو، وعندما قدم أحد الناجين الأربعة - وهو ذو الفقار ناصر - شهادته أمام قاضي الجلسات الإضافي إن بي كوشيك في تيس هزاري، كان ثلاثة من المتهمين التسعة عشر، بما فيهم القائد ساريندر بال سينغ الذي وجّه التعليمات بارتكاب المذبحة، قد توفوا بالفعل. في اليوم الثاني من المحاكمة، عندما طلب القاضي أحراز القضية، اكتشف أن البنادق التي اُستخدِمت في الحادث قد أعيَد توزيعها بالفعل على كتيبة مشاة 41-ب فاهيني التابعة لقوات الشرطة العسكرية الإقليمية (التي ينتمي إليها المتهمون)، بعد إخضاعها للتحليل الشرعي بواسطة مختبر العلم الجنائي الشرعي في حيدر آباد. وقد جاء في شهادة محمد عثمان الناجي من الحادث، الذي تقدم بشهادته في فبراير 2007، «أنه بعد جذب ثلاثة صبية وإطلاق الرصاص عليهم عن قرب، شرع الآخرون الموجودون في الشاحنة في الصراخ، مما دفع رجال الشرطة العسكرية إلى إطلاق النيران عليهم لإسكاتهم».
وفي مايو 2010، خضع 63 شخصًا من بين 161 حددهم قسم التحقيقات المركزية (فرع الجنايات) التابع لقوات شرطة أتر برديش - الذي تولى التحقيق في القضية - كشهود للفحص. وسجل 4 شهود في القضية يوم 19 مايو 2010 شهاداتهم أمام قاضي الجلسات الإضافي، مانو راي سيتهي في محكمة دلهي. وكان من بين أولئك الشهود سراج الدين، وعبد الغفار، وعبد الحميد، وضابط المهام الخاصة آنذاك، جي إل شارما.
وفي 16 أكتوبر عام 2012، تقدم رئيس حزب جاناتا سابرامانيان سوامي إلى محكمة دلهي بطلب للتحقيق في دور وزير الشؤون الداخلية آنذاك شيدامبارام بالانيابان في مذبحة هاشم بورة.

## كتابات أخرى
- Feudal Forces: Democratic Nations – Police Accountability in Commonwealth South Asia. CHRI. 2007. ISBN:81-88205-48-6. {{استشهاد بكتاب}}: الوسيط |الأول= يفتقد |الأخير= (مساعدة)
- "Meerut riots of May 1987 :PUCL report, 1987". PUCL. 23 يونيو 1987. مؤرشف من الأصل في 2018-11-25.
- "Covering and Reacting to a Tragedy: Some Reflections: Meerut's communal holocaust". PUCL. أكتوبر 1988. مؤرشف من الأصل في 2018-12-05.
- Uekert، Brenda K. (1995). "8. India: Meerut/Maliana massacre". Rivers of blood: a comparative study of government massacres. Greenwood Publishing Group. ص. 97. ISBN:0-275-95165-0. مؤرشف من الأصل في 2020-03-19.
- "India: Torture, rape and deaths in custody". منظمة العفو الدولية. 26 مارس 1992. مؤرشف من الأصل في 2015-02-01.
- "Hashimpura massacre trial after 19 years-Failure of all organs of state". PUCL. أكتوبر 2006. مؤرشف من الأصل في 2018-10-08.
- Account of Vibhuti Narain Rai, then Superintendent of Police, Ghaziabad نسخة محفوظة 4 مارس 2016 على موقع واي باك مشين.

## وصلات خارجية
- Is their any hope of justice? at PUCL Bulletin, Feb., 2001
- "'Three of the 19 PAC killers are dead, justice must be done while the rest are still alive'". Tehelka. 5 أغسطس 2006. مؤرشف من الأصل في 2012-09-16.